# ナイーナ・エリツィナ

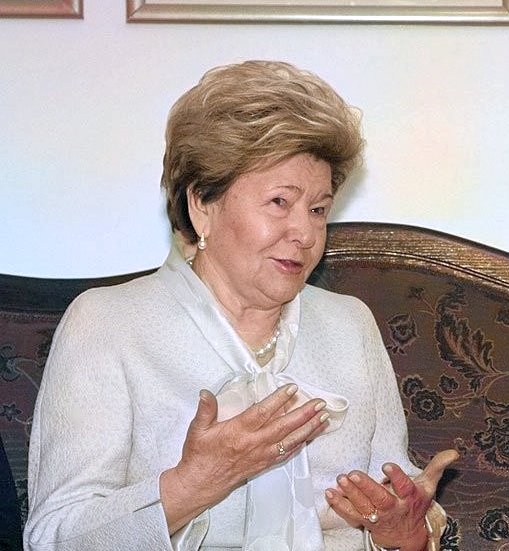
ナイーナ・エリツィナ（2011年2月撮影）

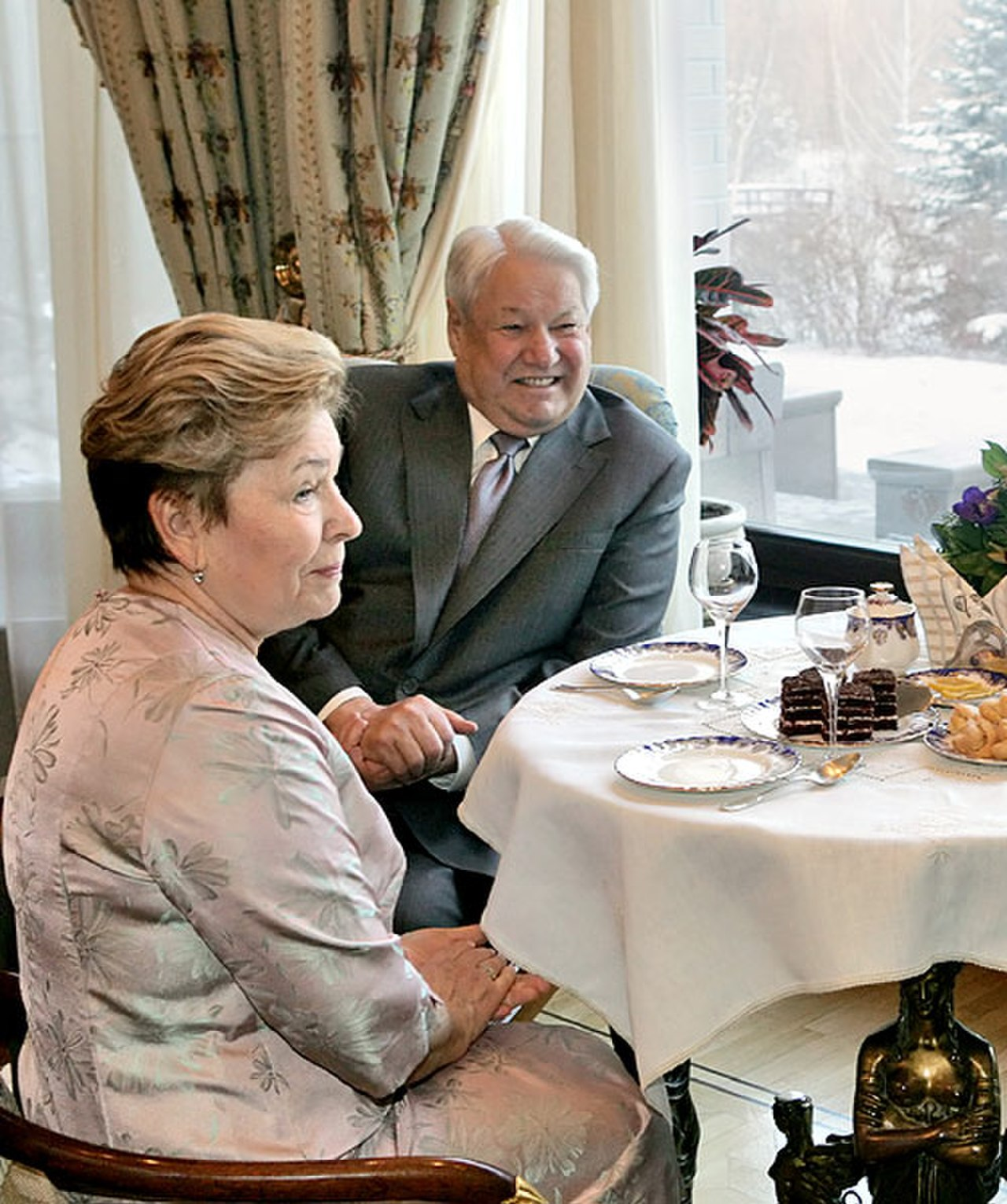
エリツィン夫妻（2006年2月1日、エリツィンの75歳の誕生日のスナップ）

ナイーナ・ヨシフォヴナ・エリツィナ（ロシア語: Анастаси́я (Наи́на) Ио́сифовна Е́льцина、ラテン文字表記の例：Naina Iosifovna Yeltsina、1932年3月14日 -  ）は、ロシア連邦大統領ボリス・エリツィンの夫人。旧姓はギーリナ（Ги́рина、Girina）。ロシア語では通常男性と女性で姓の語尾が異なるが（文法上の性による変化）、それを反映せずにナイーナ・エリツィンとする記述もある。

## 概要
1932年オレンブルク州チトフカ村に生まれる。両親は正教古儀式派の富裕な信徒であった。1955年スヴェルドロフスクのウラル工科大学建築学部を卒業する。在学中に夫となるボリス・エリツィンに出会う。大学卒業後、さまざまなプロジェクトに関係した仕事に就く。その後、1956年エリツィンと結婚した。2人の間には、1957年生まれのイリーナと1959年生まれのタチアナの二女がいる。
ナイーナ夫人は公的な場所には出ることは少なかった。それでも、大統領となったエリツィンとともに1997年にスウェーデン、フィンランドおよび1999年中国を訪問している。概して、エリツィン大統領の家族を中心とする側近グループ（セミヤー）の中にあって、ナイーナ夫人は、政治に干渉することは無かった。しかし、エリツィンが再選を賭けた1996年ロシア大統領選挙においては、夫を助け選挙戦に臨み、メディアに姿を現した。2007年4月23日エリツィンが亡くなる。4月25日モスクワの救世主ハリストス大聖堂で営まれた国葬に参列し、亡夫を送った。